# Marshall Teague
Marshall Teague,  ameriški dirkač Formule 1, * 22. februar 1922, Daytona Beach, Florida, ZDA † 11. februar 1959, Daytona Beach, Florida, ZDA. 
Marshall Teague je pokojni ameriški dirkač Formule 1, ki je v letih 1953 in 1957 sodeloval na ameriški dirki Indianapolis 500, ki je med letoma 1950 in 1960 štela tudi za prvenstvo Formule 1. Najboljši rezultat je dosegel na dirki leta 1957, ko je zasedel sedmo mesto. Leta 1959 se je smrtno ponesrečil pri postavljanju hitrostnega rekorda na dirkališču Daytona International Speedway.